# Jeannine Gmelin
Jeannine Gmelin, född 20 juni 1990, är en schweizisk roddare.
Gmelin tävlade för Schweiz vid olympiska sommarspelen 2016 i Rio de Janeiro, där hon slutade på 5:e plats i singelsculler. Vid olympiska sommarspelen 2020 i Tokyo slutade Gmelin på femte plats i singelsculler.